# Ophyiulus velebiticus
Ophyiulus velebiticus är en mångfotingart som beskrevs av Carl Graf Attems 1927. Ophyiulus velebiticus ingår i släktet Ophyiulus och familjen kejsardubbelfotingar. Inga underarter finns listade i Catalogue of Life.